# Въоръжени сили
Въоръжените сили (съкратено ВС) представляват главната въоръжена организация на държавата на група държави или, предназначена за поддържане на военна сигурност, защита на държавните (съответно наддържавните) интереси с военни средства при агресия и водене на война. Могат да се привличат също за поддържане на реда в държавата при извънредни ситуации, за ликвидация на последствия от природни и техногенни катастрофи, както и за други държавни и международни задачи.
В миналото ВС са създавани и в самоуправлявани части от държави (подчинени на общодържавните ВС). Извън контрола на държавата са нередовните въоръжени сили на бунтовнически движения.
Държавните въоръжени сили се създават, за да защитават суверинитета и териториалната цялост на страната от външни и вътрешни агресори, да спомагат за осъществяване на държавната политика. В някои страни паравоенните сили са включени във въоръжените сили на страната.
Въоръжените сили на отделните държави се различават по численост, принципи на формиране, организационна структура и функции, които изпълняват. Могат да се състоят от редовни и резервни формирования. Военното строителство се обуславя от мащабите и възможностите на страната, нейното географско положение, исторически, социални и културни традиции. Рещаващо влияние обаче оказва икономиката и политическата власт.
Изучаването на използването на въоръжените сили се нарича „военна наука“. Най-общо тя включва изкуството на военното дело на 3 нива: стратегия, оперативно изкуство и тактика.

## История
Военната история често се приема за историята на всички конфликти, а не просто историята на въоръжените сили на държавите. Тя се различава до известна степен от историята на войната с военна история, акцентираща върху хората и институциите на войната, докато историята на войната се фокусира върху еволюцията на самата война, т.е. променящите се технологии, правителства и география.
Военната история има редица цели. Сред основните цели е да се поучим от минали постижения и грешки, с цел по-ефективното воюване в бъдеще. Другите цели са да се създаде чувство на военна традиция, която се използва за създаване сплотяване военни сили и да се предотвратяват по-ефективно войните. Човешкото познание за въоръжените сили до голяма степен се основава на записаната и устната история на военните конфликти (войни) и участващите в тях военни сили.
Има 2 вида военна история, въпреки че в по-голямата част от литературата има елементи и от двата:
- описателна история, която е хроника на конфликти, без да предлага анализи за причините, характера, завършването и последиците от конфликтите, както и
- аналитична история, която се стреми да опише причините, характера, края и последиците от конфликтите, като средство за извличане на знания и разбиране на конфликтите като цяло, с цел да се предотврати повтарянето на грешки в бъдеще, както и да предложи по-добри концепции или методи при употребата на сили или да се пропагандира за нуждата от нови технологии.

## Военна наука
Тъй като повечето от концепциите и методите, използвани от военните, както и много от системите им нямат определена комерсиална употреба, голяма част от материалите са изследвани, проектирани, разработени и предложени за включване в арсенала от военни научни организации в рамките на общата военна структура. Следователно военните учени боравят с всички оръжия и услуги на въоръжените сили, на всички нива на военната командна йерархия.
Макар и занимаващи се и с изследвания в областта военната психология, и особено борбата срещу стреса, който влияе върху морала на войските, често по-голямата част от военните научни дейности са насочени към технологии за военно разузнаване, военни комуникации и подобряване на военните възможности чрез проучване, проектиране, разработка и създаване на прототипи на оръжия, поддръжка на военно оборудване и военни технологии като цяло, което включва всичко от глобалните мрежи за комуникация и самолетоносачите до материалите и храната.

## Военно строителство
Всяка страна в историята на човечеството има специфични нужди за въоръжените си сили. От това как се определят тези нужди се формира основата на тяхната структура, оборудване и използване на съоръжения. Това също така определя действията на въоръжените сили в мирно и военно време.
Държавата приема собствена военна доктрина, отговаряща на нейните отбранителни потребности, които се формират в зависимост от географското положение, местния терен, наличието на съседни стръни с враждебни и/или експанзионистични стремежи и др.
Всички въоръжени сили, независимо дали са малки или големи, представляват организации със специфични и ясно формулирани функции и структура. Въоръжените организации без такава специфика не могат да бъдат считани за въоръжени сили и се наричат нередовни сили – това са например партизанските отряди, но могат да бъдат и част от цялостната отбранителна мрежа на дадена страна, например войските за гражданска защита.

## Военна организация
|                     |                     |                                              |                                              |                                              |                                              |                                              |                                              |                     |                     | Въоръжени сили                                |                                               |                                               |                                               |                                               |                                               |  |  |                                          |                                          |                                          |                                          |                                          |                                          |                    |                    |                    |                    |  |  |  |  |  |  |  |  |  |  |  |  |  |  |  |  |
|                     |                     |                                              |                                              |                                              |                                              |                                              |                                              |                     |                     |                                               |                                               |                                               |                                               |                                               |                                               |  |  |                                          |                                          |                                          |                                          |                                          |                                          |                    |                    |                    |                    |  |  |  |  |  |  |  |  |  |  |  |  |  |  |  |  |
|                     |                     |                                              |                                              |                                              |                                              |                                              |                                              |                     |                     |                                               |                                               |                                               |                                               |                                               |                                               |  |  |                                          |                                          |                                          |                                          |                                          |                                          |                    |                    |                    |                    |  |  |  |  |  |  |  |  |  |  |  |  |  |  |  |  |
|                     |                     | Сухопътни войски / сили (вид въоръжени сили) | Сухопътни войски / сили (вид въоръжени сили) | Сухопътни войски / сили (вид въоръжени сили) | Сухопътни войски / сили (вид въоръжени сили) | Сухопътни войски / сили (вид въоръжени сили) | Сухопътни войски / сили (вид въоръжени сили) |                     |                     | Военноморски сили / флот (вид въоръжени сили) | Военноморски сили / флот (вид въоръжени сили) | Военноморски сили / флот (вид въоръжени сили) | Военноморски сили / флот (вид въоръжени сили) | Военноморски сили / флот (вид въоръжени сили) | Военноморски сили / флот (вид въоръжени сили) |  |  | Военновъздушни сили (вид въоръжени сили) | Военновъздушни сили (вид въоръжени сили) | Военновъздушни сили (вид въоръжени сили) | Военновъздушни сили (вид въоръжени сили) | Военновъздушни сили (вид въоръжени сили) | Военновъздушни сили (вид въоръжени сили) |                    |                    |                    |                    |  |  |  |  |  |  |  |  |  |  |  |  |  |  |  |  |
|                     |                     | Сухопътни войски / сили (вид въоръжени сили) | Сухопътни войски / сили (вид въоръжени сили) | Сухопътни войски / сили (вид въоръжени сили) | Сухопътни войски / сили (вид въоръжени сили) | Сухопътни войски / сили (вид въоръжени сили) | Сухопътни войски / сили (вид въоръжени сили) |                     |                     | Военноморски сили / флот (вид въоръжени сили) | Военноморски сили / флот (вид въоръжени сили) | Военноморски сили / флот (вид въоръжени сили) | Военноморски сили / флот (вид въоръжени сили) | Военноморски сили / флот (вид въоръжени сили) | Военноморски сили / флот (вид въоръжени сили) |  |  | Военновъздушни сили (вид въоръжени сили) | Военновъздушни сили (вид въоръжени сили) | Военновъздушни сили (вид въоръжени сили) | Военновъздушни сили (вид въоръжени сили) | Военновъздушни сили (вид въоръжени сили) | Военновъздушни сили (вид въоръжени сили) |                    |                    |                    |                    |  |  |  |  |  |  |  |  |  |  |  |  |  |  |  |  |
|                     |                     |                                              |                                              |                                              |                                              |                                              |                                              |                     |                     |                                               |                                               |                                               |                                               |                                               |                                               |  |  |                                          |                                          |                                          |                                          |                                          |                                          |                    |                    |                    |                    |  |  |  |  |  |  |  |  |  |  |  |  |  |  |  |  |
| подчинен род войски | подчинен род войски | подчинен род войски                          | подчинен род войски                          | подчинен род войски                          | подчинен род войски                          |                                              |                                              | подчинен род войски | подчинен род войски | подчинен род войски                           | подчинен род войски                           | подчинен род войски                           | подчинен род войски                           |                                               |                                               |  |  |                                          |                                          |                                          |                                          | отделен род войски                       | отделен род войски                       | отделен род войски | отделен род войски | отделен род войски | отделен род войски |  |  |  |  |  |  |  |  |  |  |  |  |  |  |  |  |

В повечето страни въоръжените сили са разделени на 3 вида: Сухопътни войски (СВ), Военноморски сили (ВМС) и Военновъздушни сили (ВВС). Редица страни нямат военноморски сили, тъй като нямат излаз на море.
Често съществува жандармерия (вътрешни войски) и военна полиция, които според военната доктрина на страната може да не се включват в нейните въоръжени сили. Жандармерията се среща в много страни, но повечето англосаксонски държави не притежават такива сили.
Много държави следват стандартния модел на 3 основни вида ВС. Такива са България, Китай, Южна Африка, Египет и Нидерландия.
Съединените щати имат 5 вида ВС (СВ, ВМС, ВВС, Морска пехота и Брегова охрана), също като Италия (СВ, ВМС, ВВС, военна полиция (карабинери) и финансова полиция) и Германия (СВ (Хеер), ВМС (Марине), ВВС (Луфтвафе), Обединени отбранителни сили и Медико-санитарна служба).
Въоръжените сили могат да бъдат редовна (тоест постоянна, професионална) войска, чийто членове не се занимават с никаква друга професия освен подготовка и участие във военни действия. Много рядко съществува т.нар. гражданска армия, както в Швейцария. Гражданската армия (милиция, мобилизационен резерв) се мобилизира само при нужда. Нейното предимство е в по-ниските разходи за издръжка, а недостатък – че е обикновено по-зле обучена и организирана.
За да се обединят предимствата на 2-те форми, в мирно време може да съществува малка войска от добре обучени военни, които представляват гръбнака на войската. При война към нея се привличат военни за военна повинност и запасняци. Този баланс между професионална и непрофесионална войска спомага за създаването на армии от порядъка на милиони души, нужни за съвременна война.
Първата задача на въоръжените сили е да се утвърдят като сила, която има възможност за изпълнение на националната отбранителна политика. Прилагането на отбранителната политика, въпреки че може да бъде създадена от политици или политически анализатори, неизменно изисква специфични експертни познания за това как функционират въоръжените сили и как изпълняват своята роля.
Първото от тези умения е изграждането на обединена сила, която да е в състояние да действа съобразно политиката, както и когато е необходимо; затова първата функция на въоръжените сили е да се осигури военно командване. Сред ролите на военното командване е да превърне политиката в конкретни цели и задачи, които да се изразят по начин, разбираем за подчинените.
Военното командване извършва ефективна и ефикасна военна организация, възможна посредством делегиране на власт, която включва и организационни структури, в това число и по-големи като военни окръжия или военни зони, и по-малки като взводове. Командният елемент на въоръжените сили често има силно влияние върху организационната култура на силите.
Друго изискване е за изграждане на военния команден състав, често наричан офицерски корпус, който командва подчинения военен състав, т.е. подофицери и войници/моряци, способни на изпълнение на много специализирани оперативни мисии и задачи, необходими за изпълнението на директивите на въоръжените сили.
Точно както в търговските предприятия, където в дадена корпоративна среда има директори, експерти и други служители, които изпълняват дневните си задачи като част от бизнес операциите или извършват управление на бизнес проект, военните също има своите рутинни процедури и проекти.
В мирно време, когато военния състав е зает главно в гарнизоните или в постоянните военни съоръжения, те в повечето случаи извършват административни задачи, дейности свързани с обучение и образование, както и поддръжка на технологичните средства. Друга роля на военния състав е да осигури нужната замяна на преминаващите в резерва военнослужещи посредством набор на нови, както и поддържането на военния резерв.

## Предимства и недостатъци
Очевидното предимство на притежанието на въоръжени сили от дадена страна е защитата от външни заплахи и вътрешни конфликти. В последните десетилетия войската допълнително се използва и за подпомагане на населението при бедствия. От друга страна при поражение във военен конфликт обществото понася значителни загуби.
Създаването на нови, по-добри оръжия и военни технологии също създава предимства чрез развитие на технологията.